# Dicliptera verticillata
Dicliptera verticillata är en akantusväxtart som först beskrevs av Forsk., och fick sitt nu gällande namn av C. Christensen. Dicliptera verticillata ingår i släktet Dicliptera och familjen akantusväxter. Inga underarter finns listade i Catalogue of Life.